# Llista d'asteroides/178401-178500
| Nom      | Designació provisional | Data de descobriment   | Lloc de descobriment | Descobridor/s                    |
| -------- | ---------------------- | ---------------------- | -------------------- | -------------------------------- |
| 178401 - | 1998 QY2               | 17 d'agost de 1998     | Socorro              | LINEAR                           |
| 178402 - | 1998 QZ2               | 17 d'agost de 1998     | Socorro              | LINEAR                           |
| 178403 - | 1998 QT3               | 17 d'agost de 1998     | Socorro              | LINEAR                           |
| 178404 - | 1998 QB4               | 17 d'agost de 1998     | Reedy Creek          | J. Broughton                     |
| 178405 - | 1998 QJ23              | 17 d'agost de 1998     | Socorro              | LINEAR                           |
| 178406 - | 1998 QP26              | 24 d'agost de 1998     | Reedy Creek          | J. Broughton                     |
| 178407 - | 1998 QY27              | 26 d'agost de 1998     | Kitt Peak            | Spacewatch                       |
| 178408 - | 1998 RR                | Caussols               | ODAS                 |                                  |
| 178409 - | 1998 RJ3               | 14 de setembre de 1998 | Socorro              | LINEAR                           |
| 178410 - | 1998 RE6               | 14 de setembre de 1998 | Anderson Mesa        | LONEOS                           |
| 178411 - | 1998 RC9               | 13 de setembre de 1998 | Kitt Peak            | Spacewatch                       |
| 178412 - | 1998 RD28              | 14 de setembre de 1998 | Socorro              | LINEAR                           |
| 178413 - | 1998 RB32              | 14 de setembre de 1998 | Socorro              | LINEAR                           |
| 178414 - | 1998 RH34              | 14 de setembre de 1998 | Socorro              | LINEAR                           |
| 178415 - | 1998 RO34              | 14 de setembre de 1998 | Socorro              | LINEAR                           |
| 178416 - | 1998 RX48              | 14 de setembre de 1998 | Socorro              | LINEAR                           |
| 178417 - | 1998 RN74              | 14 de setembre de 1998 | Socorro              | LINEAR                           |
| 178418 - | 1998 RD78              | 14 de setembre de 1998 | Socorro              | LINEAR                           |
| 178419 - | 1998 RR78              | 14 de setembre de 1998 | Socorro              | LINEAR                           |
| 178420 - | 1998 SR7               | 20 de setembre de 1998 | Kitt Peak            | Spacewatch                       |
| 178421 - | 1998 SQ10              | 19 de setembre de 1998 | Socorro              | LINEAR                           |
| 178422 - | 1998 SZ13              | 26 de setembre de 1998 | Socorro              | LINEAR                           |
| 178423 - | 1998 SN31              | 20 de setembre de 1998 | Kitt Peak            | Spacewatch                       |
| 178424 - | 1998 SS85              | 26 de setembre de 1998 | Socorro              | LINEAR                           |
| 178425 - | 1998 SY101             | 26 de setembre de 1998 | Socorro              | LINEAR                           |
| 178426 - | 1998 SW102             | 26 de setembre de 1998 | Socorro              | LINEAR                           |
| 178427 - | 1998 SU118             | 26 de setembre de 1998 | Socorro              | LINEAR                           |
| 178428 - | 1998 SS151             | 26 de setembre de 1998 | Socorro              | LINEAR                           |
| 178429 - | 1998 SL164             | 18 de setembre de 1998 | La Silla             | E. W. Elst                       |
| 178430 - | 1998 SD168             | 16 de setembre de 1998 | Anderson Mesa        | LONEOS                           |
| 178431 - | 1998 TE3               | 14 d'octubre de 1998   | Catalina             | CSS                              |
| 178432 - | 1998 TR35              | 14 d'octubre de 1998   | Caussols             | ODAS                             |
| 178433 - | 1998 UR2               | 20 d'octubre de 1998   | Caussols             | ODAS                             |
| 178434 - | 1998 UU4               | 20 d'octubre de 1998   | Caussols             | ODAS                             |
| 178435 - | 1998 UD30              | 18 d'octubre de 1998   | La Silla             | E. W. Elst                       |
| 178436 - | 1998 UH38              | 28 d'octubre de 1998   | Socorro              | LINEAR                           |
| 178437 - | 1998 VM3               | 10 de novembre de 1998 | Caussols             | ODAS                             |
| 178438 - | 1998 WU28              | 23 de novembre de 1998 | Kitt Peak            | Spacewatch                       |
| 178439 - | 1998 WF41              | 18 de novembre de 1998 | Socorro              | LINEAR                           |
| 178440 - | 1998 XP24              | 11 de desembre de 1998 | Kitt Peak            | Spacewatch                       |
| 178441 - | 1999 AO25              | 14 de gener de 1999    | Catalina             | CSS                              |
| 178442 - | 1999 CF24              | 10 de febrer de 1999   | Socorro              | LINEAR                           |
| 178443 - | 1999 CU79              | 12 de febrer de 1999   | Socorro              | LINEAR                           |
| 178444 - | 1999 CZ96              | 10 de febrer de 1999   | Socorro              | LINEAR                           |
| 178445 - | 1999 CT118             | 10 de febrer de 1999   | Xinglong             | BAO Schmidt CCD Asteroid Program |
| 178446 - | 1999 CR136             | 9 de febrer de 1999    | Kitt Peak            | Spacewatch                       |
| 178447 - | 1999 CL142             | 10 de febrer de 1999   | Kitt Peak            | Spacewatch                       |
| 178448 - | 1999 FG14              | 19 de març de 1999     | Kitt Peak            | Spacewatch                       |
| 178449 - | 1999 FO15              | 20 de març de 1999     | Kitt Peak            | Spacewatch                       |
| 178450 - | 1999 GY1               | 6 d'abril de 1999      | Kitt Peak            | Spacewatch                       |
| 178451 - | 1999 GU6               | 14 d'abril de 1999     | Kitt Peak            | Spacewatch                       |
| 178452 - | 1999 HC6               | 18 d'abril de 1999     | Kitt Peak            | Spacewatch                       |
| 178453 - | 1999 JN7               | 8 de maig de 1999      | Catalina             | CSS                              |
| 178454 - | 1999 JF101             | 12 de maig de 1999     | Socorro              | LINEAR                           |
| 178455 - | 1999 NS5               | 13 de juliol de 1999   | Socorro              | LINEAR                           |
| 178456 - | 1999 NE35              | 14 de juliol de 1999   | Socorro              | LINEAR                           |
| 178457 - | 1999 RS29              | 8 de setembre de 1999  | Socorro              | LINEAR                           |
| 178458 - | 1999 RQ56              | 7 de setembre de 1999  | Socorro              | LINEAR                           |
| 178459 - | 1999 RQ63              | 7 de setembre de 1999  | Socorro              | LINEAR                           |
| 178460 - | 1999 RD64              | 7 de setembre de 1999  | Socorro              | LINEAR                           |
| 178461 - | 1999 RY75              | 7 de setembre de 1999  | Socorro              | LINEAR                           |
| 178462 - | 1999 RA76              | 7 de setembre de 1999  | Socorro              | LINEAR                           |
| 178463 - | 1999 RH78              | 7 de setembre de 1999  | Socorro              | LINEAR                           |
| 178464 - | 1999 RS78              | 7 de setembre de 1999  | Socorro              | LINEAR                           |
| 178465 - | 1999 RX84              | 7 de setembre de 1999  | Socorro              | LINEAR                           |
| 178466 - | 1999 RE105             | 8 de setembre de 1999  | Socorro              | LINEAR                           |
| 178467 - | 1999 RZ114             | 9 de setembre de 1999  | Socorro              | LINEAR                           |
| 178468 - | 1999 RW129             | 9 de setembre de 1999  | Socorro              | LINEAR                           |
| 178469 - | 1999 RN145             | 9 de setembre de 1999  | Socorro              | LINEAR                           |
| 178470 - | 1999 RV156             | 9 de setembre de 1999  | Socorro              | LINEAR                           |
| 178471 - | 1999 RN163             | 9 de setembre de 1999  | Socorro              | LINEAR                           |
| 178472 - | 1999 RA166             | 9 de setembre de 1999  | Socorro              | LINEAR                           |
| 178473 - | 1999 RU170             | 9 de setembre de 1999  | Socorro              | LINEAR                           |
| 178474 - | 1999 RY171             | 9 de setembre de 1999  | Socorro              | LINEAR                           |
| 178475 - | 1999 RC172             | 9 de setembre de 1999  | Socorro              | LINEAR                           |
| 178476 - | 1999 RK177             | 9 de setembre de 1999  | Socorro              | LINEAR                           |
| 178477 - | 1999 RJ191             | 11 de setembre de 1999 | Socorro              | LINEAR                           |
| 178478 - | 1999 RE238             | 8 de setembre de 1999  | Catalina             | CSS                              |
| 178479 - | 1999 RN252             | 8 de setembre de 1999  | Kitt Peak            | Spacewatch                       |
| 178480 - | 1999 TJ29              | 4 d'octubre de 1999    | Socorro              | LINEAR                           |
| 178481 - | 1999 TB34              | 4 d'octubre de 1999    | Socorro              | LINEAR                           |
| 178482 - | 1999 TM45              | 3 d'octubre de 1999    | Kitt Peak            | Spacewatch                       |
| 178483 - | 1999 TG50              | 4 d'octubre de 1999    | Kitt Peak            | Spacewatch                       |
| 178484 - | 1999 TT61              | 7 d'octubre de 1999    | Kitt Peak            | Spacewatch                       |
| 178485 - | 1999 TV61              | 15 d'octubre de 1999   | Socorro              | LINEAR                           |
| 178486 - | 1999 TB64              | 8 d'octubre de 1999    | Kitt Peak            | Spacewatch                       |
| 178487 - | 1999 TB67              | 8 d'octubre de 1999    | Kitt Peak            | Spacewatch                       |
| 178488 - | 1999 TM73              | 10 d'octubre de 1999   | Kitt Peak            | Spacewatch                       |
| 178489 - | 1999 TQ76              | 10 d'octubre de 1999   | Kitt Peak            | Spacewatch                       |
| 178490 - | 1999 TN83              | 12 d'octubre de 1999   | Kitt Peak            | Spacewatch                       |
| 178491 - | 1999 TO92              | 2 d'octubre de 1999    | Socorro              | LINEAR                           |
| 178492 - | 1999 TT104             | 3 d'octubre de 1999    | Socorro              | LINEAR                           |
| 178493 - | 1999 TB108             | 4 d'octubre de 1999    | Socorro              | LINEAR                           |
| 178494 - | 1999 TD114             | 4 d'octubre de 1999    | Socorro              | LINEAR                           |
| 178495 - | 1999 TM114             | 4 d'octubre de 1999    | Socorro              | LINEAR                           |
| 178496 - | 1999 TO114             | 4 d'octubre de 1999    | Socorro              | LINEAR                           |
| 178497 - | 1999 TH117             | 4 d'octubre de 1999    | Socorro              | LINEAR                           |
| 178498 - | 1999 TJ124             | 4 d'octubre de 1999    | Socorro              | LINEAR                           |
| 178499 - | 1999 TK125             | 4 d'octubre de 1999    | Socorro              | LINEAR                           |
| 178500 - | 1999 TB130             | 6 d'octubre de 1999    | Socorro              | LINEAR                           |